# Tevita ʻUnga
Titre
Prince héritier du royaume des Tonga
4 novembre 1875 – 18 décembre 1879
(4 ans, 1 mois et 14 jours)
Tēvita (David) ʻUnga (c. 1824 - mort le 18 décembre 1879), est un homme d'État et prince tongien qui fut le premier Premier ministre du royaume des Tonga (1876-1879) ainsi que prince héritier en tant que seul fils survivant du roi George Tupou Ier.

## Famille
Né vers 1824 de Taufaʻahau, autoproclamé roi sous le nom de George Tupou Ier, et de Kalolaine Fusimatalili, de la lignée Fusitua, il est considéré, après le mariage de son père avec Sālote Lupepauʻu, comme un enfant illégitime. Néanmoins, son père poursuit son éducation. À sa naissance, il reçoit le nom de Tēvita ʻUnga. Le 7 août 1831, George Tupou est baptisé dans la foi chrétienne avec son fils ʻUnga. Après son baptême, il a reçu le nom de David d'après le roi biblique David. Après que son père a déménagé à Tongatapu, il a nommé ʻUnga gouverneur par intérim de Vavaʻu.

## Mariage et descendance

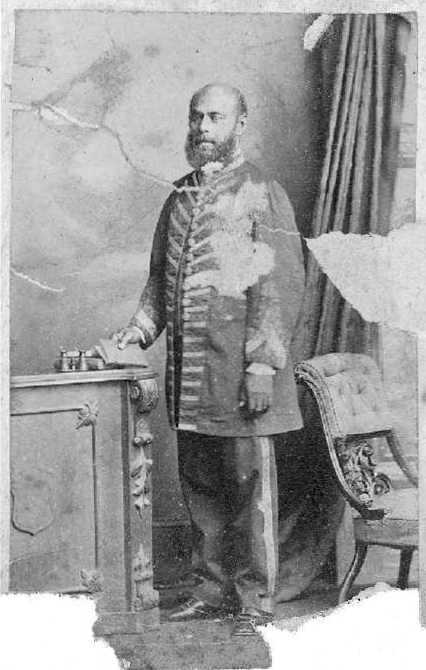
Le prince Tevita ʻUnga.

Sa première épouse était Fifita Vavaʻu (1835–1860). Après le décès de cette dernière, il épouse Teisa Palu. De son premier mariage, il eut trois enfants:
- Princesse ʻElisiva Fusipala Taukiʻonetuku (18 mai 1850 - septembre 1889), elle épousa son cousin le prince Siaʻosi Fatafehi Toutaitokotaha (1842–1912), petit-fils de George Tupou Ier par sa mère la princesse Salote Pilolevu Mafileo. Ils eurent un fils, le prince Tāufaʻāhau, futur roi George Tupou II.
- Prince ʻUiliamu ʻUelingatoni Ngū Tupoumālohi (3 août 1854 - 11 mars 1885), fut gouverneur de Haʻapai et de Vavaʻu de 1877 à 1885. Il hérita du titre de prince héritier à la mort de son père. Il épousa Asupa Funaki (morte en 1931), fille de Babanga Moala. Il n'avait pas d'enfants avec sa femme.
- Prince Nalesoni Laifone (1859 - 6 juin 1889), il fut prince héritier de 1885 jusqu'à sa mort en 1889. Marié à Luseane Angaʻaefonu (1871-1941), fille aînée de l'honorable ʻInoke Fotu et de la princesse Lavinia Veiongo Mahanga, fille de Laufilitonga. Ce mariage n'a produit aucun enfant, mais il a laissé deux filles illégitimes.

De son deuxième mariage le prince n'eut pas d'enfant.

## Sous le règne de son père
George Tupou Ier, fut le fondateur du royaume en 1845, et le bâtisseur de l'État tongien moderne. La Constitution promulguée par le roi en 1875, avec l'accord de son Parlement, créa le poste de Premier ministre, et George Tupou Ier nomme son fils à cette fonction en 1876. Le fils légitime du roi, le prince George Vuna, étant mort en 1862, Tēvita ʻUnga fut, après la promulgation de la constitution de 1875, officiellement reconnu comme héritier du trône en tant que seul fils survivant du roi.
Premier ministre jusqu'à son décès en 1879, le prince meurt à Auckland, où il était allé recevoir des traitements médicaux pour une maladie du foie. Mort avant son père, il ne fut jamais roi. Son fils, ʻUelingatoni Ngū (Wellington), meurt également avant le vieux roi. Son petit-fils, fils de sa fille Fusipala, hérita de la couronne en 1893, sous le nom de George Tupou II,,.
Le corps du premier ministre, ramené au pays, fut inhumé à ʻUiha, à Haʻapai, le 10 juin 1880. Un navire de guerre allemand, le Nautilus, se trouvant alors aux Tonga (l'Allemagne ayant accordé une pleine reconnaissance diplomatique au royaume), ce dernier accorda au prince un salut au canon, tandis que des marins allemands portèrent le cercueil. Cette reconnaissance, fort appréciée par le roi endeuillé, conforta les relations germano-tongiennes, inquiétant quelque peu les Britanniques à un moment où ces deux puissances européennes rivalisaient d'influence dans la région.
Tevita ʻUnga fut aussi l'auteur des paroles de l'hymne national tongien.